# 微分干渉顕微鏡

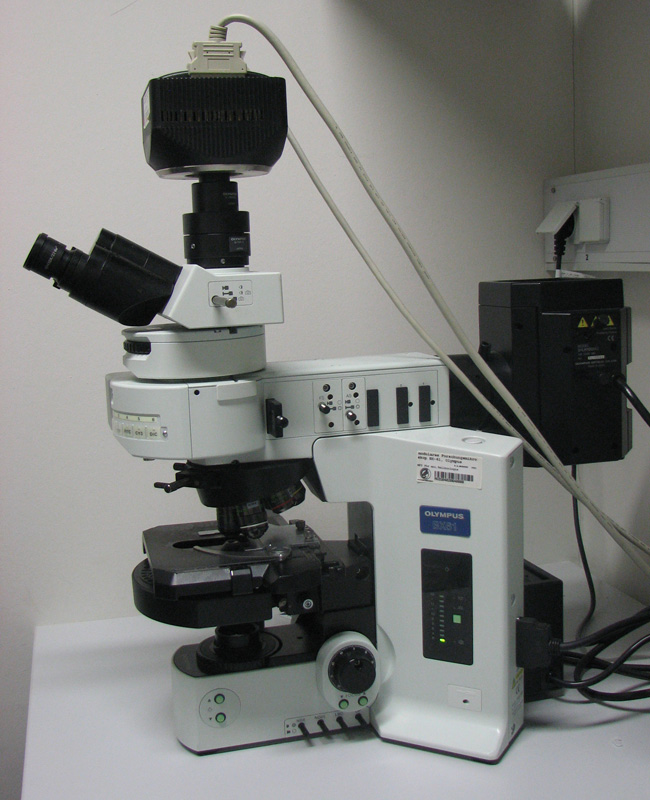
Olympus BX51 微分干渉顕微鏡

微分干渉顕微鏡（びぶんかんしょうけんびきょう、Differential interference contrast microscope; DIC）は光学顕微鏡の一種で、非染色の試料のコントラストを高めて観察する事ができる装置である。光学系の中核を為すプリズム（Nomarski prism）の開発者であるノマルスキー（Georges Nomarski）の名から、ノマルスキー型微分干渉顕微鏡などとも呼ばれる。

## 概要
微分干渉顕微鏡では観察試料の光学密度（optical density）情報を得るために干渉分光の原理を利用しており、通常の透過光観察では見えない構造を可視化する。光学系はやや複雑だが、灰色のバックグラウンドの中に濃淡の付いた対象物の像が得られる。この像は位相差顕微鏡のものと似ているが、対象物の周囲にハロ（明るい光環）を伴わない点が異なる。
微分干渉は、光源から得られる偏光を二つに分割し、試料のわずかに異なる二点を通過させた後で再び合成することで可能となる。異なる点を通る光には、媒質の屈折率の違いや経路長の差異から位相差が生じる。位相差の生じた光を再び合成すると干渉が起こり、増加的干渉が起こった部分は明るく、逆に減殺的干渉が生じた部分は暗く落ち込む。その結果、試料の光学密度の差異を反映したレリーフのような像が得られるのである。

## 光路

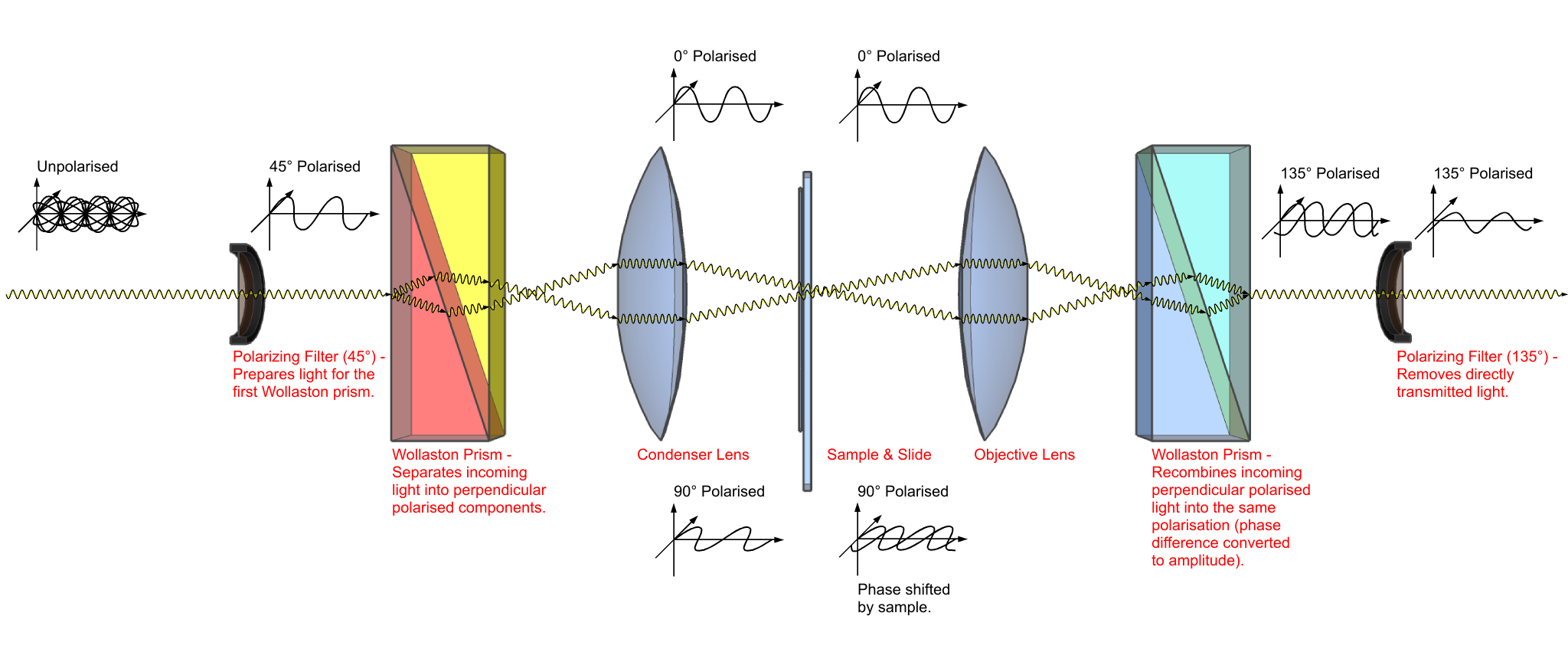
微分干渉顕微鏡の光路

微分干渉顕微鏡の光路構成は、通常の明視野顕微鏡に2枚の偏光板と2個のノマルスキープリズムを追加したものである。従ってこれらのパーツを光路から抜けば明視野顕微鏡として、ノマルスキープリズムのみを抜けば偏光顕微鏡として利用可能である。
1. 光源～偏光子（ポラライザ）
光源が発する自然光を偏光子に通し、単一の振動面を持つ偏光へと変換する。光の干渉を利用する微分干渉顕微鏡では、観察光がコヒーレントな偏光である事が必須である。自然光がそのまま光路に入ってくると結像が乱される。
2. ノマルスキープリズム
偏光となった光はノマルスキープリズム（発案者はウイリアム・ウォラストンであり、正確にはノマルスキー方式のウォラストンプリズムである）で、互いに直交する振動面を持つ2つの偏光に分割される。
ウォラストンプリズムは、方解石のような複屈折性のある結晶を2つ、結晶軸をずらして貼り合せた物である。このプリズムが、光の偏光性に基づく屈折率の差異によって光を分割するのである。ウォラストンプリズムを改良したノマルスキー方式のプリズムは、分割した2つの偏光の焦点をプリズムの外側に持つ。そのため、プリズムの結像位置とコンデンサの結像面を合わせる事ができ、飛躍的に柔軟な光路設計が可能となった。
3. コンデンサーレンズ
光はコンデンサーレンズを通り、試料を焦点として収束される。この部分は通常の光学顕微鏡と同じである。
4. 試料
分割された2つの偏光は、試料中のごく近い位置を通ることになる。2偏光の位置のずれ量をシアー量といい、通常は 0.2μm 程度である。試料の異なる位置を通った光線は異なる光学特性（試料の厚みや屈折率）の光路を通り、結果として異なった光路長を経る事になる。この光路長の差異が、2つの偏光の位相にわずかなずれ（位相差、すれ量をレターデーションという）を生む。後にこの位相差は重要な意味を持つ。試料が無い場所、厚さの均一なカバーガラスなど、一様な媒質中を光が通った場合には位相差は生じない。
観察試料全体で考えると、無数の直交する偏光のペアが試料に照射されている状態である。つまり、直交する2偏光によりほぼ同一の2つの像が得られていることになる。仮にそれぞれの像をそのまま見た場合、これらは通常の明視野像と同じである。また、2つの像を同時に見たとしても、それぞれの偏光の違いはヒトの眼には捉えられないので、同じ普通の明視野像である（直交する2偏光に位相差が生じていても識別できない）。なお、この段階では位相差のある偏光は互いに振動面が直交している為、干渉は起こらない。
5. 対物レンズ
試料を通過した光は対物レンズで収束され、二つ目のノマルスキープリズムへと向かう。
6. ノマルスキープリズム
二つ目のノマルスキープリズムにより、一つ目のプリズムで分割された偏光が再び単一振動面に統合される（ただし分割前の偏光の振動面とは90°異なる面になる）。言い換えれば、このプリズムは偏光による2つの明視野像を重ね合わせる役割を持つ。しかしながら、合成される2偏光はわずかに異なる光路を通過している為、それらが結ぶ2つの像は完全には重ならない。同一の振動面へと統合された像は干渉を起こし、位相差に基づく明暗のコントラストを持った微分干渉像を生じる。
7. 検光子（アナライザ）～接眼レンズ
検光子によって、二つ目のノマルスキープリズムで統合された偏光以外の光が遮断され、微分干渉像のみが接眼レンズへと送られる。検光子は微分干渉像の振動方向に平行な向き、つまりは偏光子とは直交する向きで置かれる。

## 微分干渉像

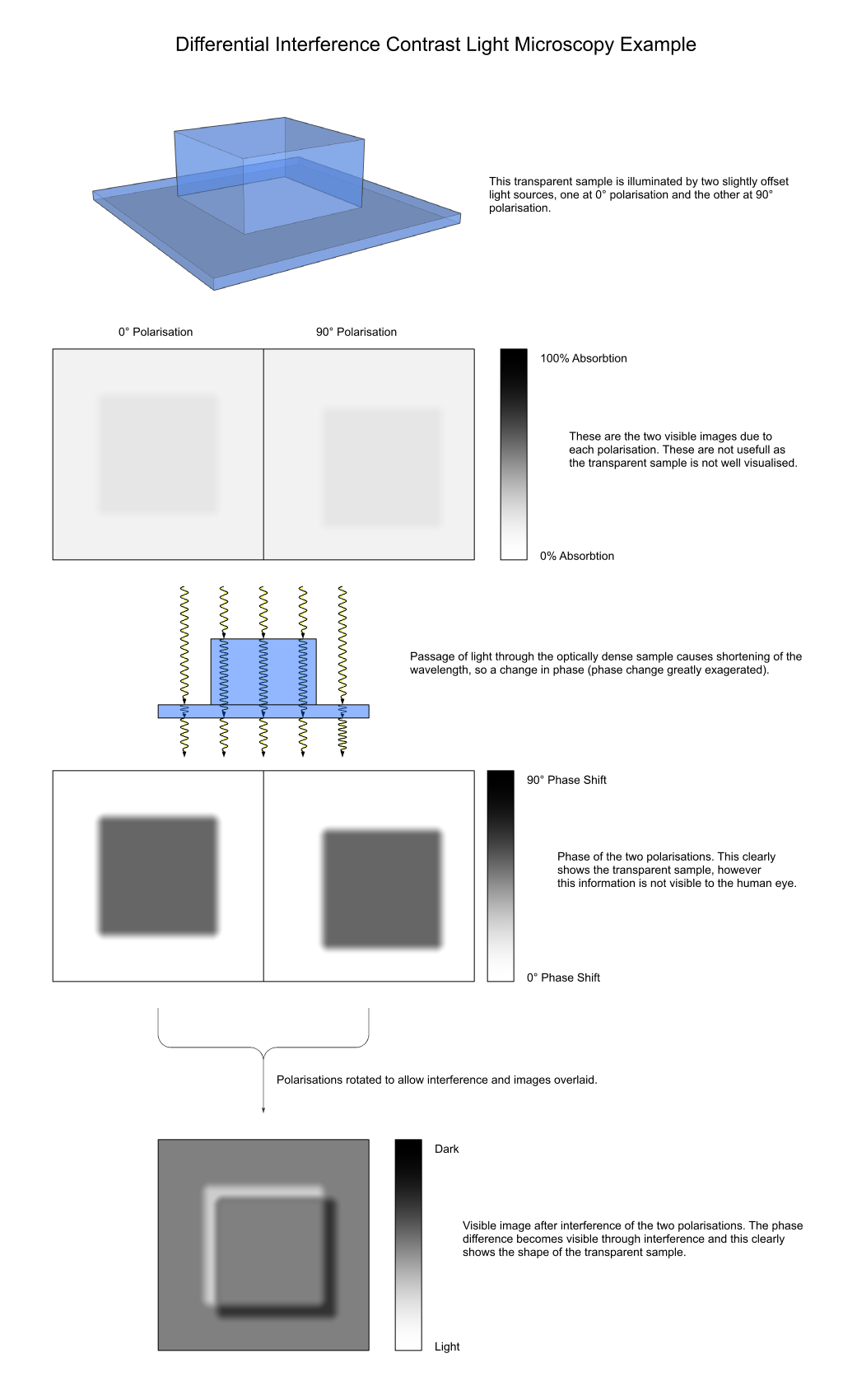
微分干渉像のでき方

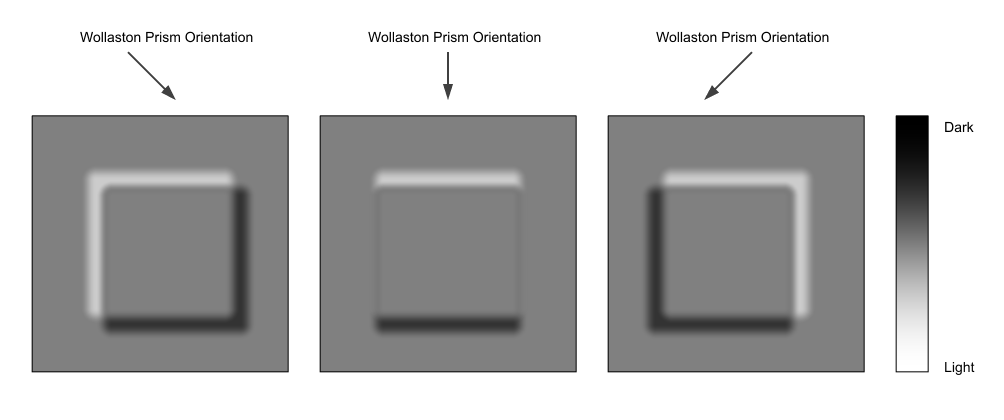
正方形の試料の見え方の例

微分干渉により得られる像は、物体に斜めから光線を当てたような強い明暗のある立体的なものとなる。陰影を生む「光線」の方向は、ノマルスキープリズムの向きによって決まる。
前述のように、この像はわずかに異なる二つの明視野像の合成によって得られたものである。各像の位相差は増加的干渉あるいは減殺的干渉によって明暗に変換され、微分干渉像特有の立体感を生んでいる。
この位相差は一般に非常に小さく、波長の 1/4 を超える事はめったに無い。これは、観察される試料の屈折率が、試料以外の部分（プレパラートに使われている水や封入剤など）と似通っている為である。例えば水で封入された細胞の屈折率は、周りの水と 0.05 ほどしか違わない。この小さな位相差が、微分干渉顕微鏡の機能上重要な役割を果たしている。もし試料とそれ以外の部分が生む位相差が非常に大きく、例えば波長の1/2に迫るような値の場合、生じる干渉は完全な減殺的干渉となり、相殺されて振幅0となった光が真っ黒な微分干渉像を作る。さらに、波長1周期分の位相差が生じた場合には位相差は無いに等しく、干渉は完全な増加的干渉となり、通常の明視野像と何ら変わりの無い微分干渉像が生まれる事になる。

## 利点と欠点
微分干渉顕微鏡は、組織培養された細胞や水中の単細胞生物、線虫やダニのような微細な多細胞動物の非染色標本など、非染色の生物試料を観察する上で大きな利点を持つ。観察像の明瞭さや解像度の高さは通常の明視野顕微鏡の追随を許さない。
微分干渉観察が向かない試料は、透明でかつ周囲の物質と屈折率があまり違わないものである。また、組織切片のような厚みのある試料や、色素を多く含んだ色の濃い試料の観察にも向かない。他にも、非生物試料の大部分は偏光性を持っている為に、微分干渉観察は不向きである。
最適条件の下で得られる微分干渉像の像質は非常に高く、またアーティファクトを生みづらい。しかしながら、微分干渉像は常にノマルスキープリズムの方向を勘案しながら解釈しなければならない。特にプリズムの向きに平行な構造が見えない点は注意を要する。しかし、これは試料を回転させて観察する事で容易に克服できる問題である。

## 位相差顕微鏡との比較
非染色の生物試料の代表的な観察機器としては、微分干渉顕微鏡の他に位相差顕微鏡がある。両者にはそれぞれ長所と短所があり、場合によって使い分ける必要がある。
|              | 位相差                       | 微分干渉                           |
| ------------ | ---------------------------- | ---------------------------------- |
| 像の特徴     | 背景は暗く、試料がハロを伴う | 立体的な陰影の付いた明るい像       |
| コントラスト | 標本の厚さの絶対値を反映     | 標本の厚さ（屈折率）の変化量を反映 |
| 標本         | 厚さ10μm程度まで             | 厚さ数百μmまで、大きな試料も可     |
| その他       | ‐                            | プラスチック容器は使えない         |

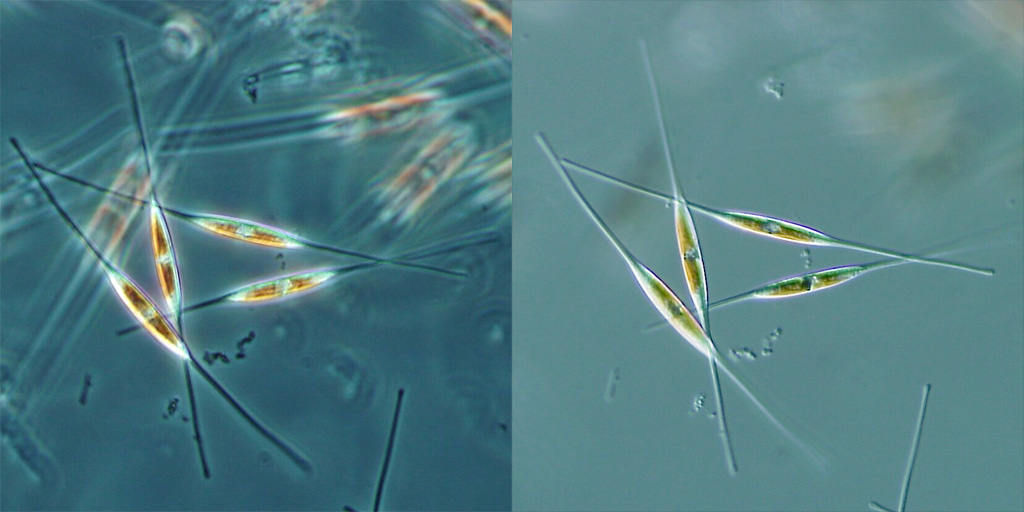
珪藻の位相差像（左）と微分干渉像（右）

どちらも試料のコントラストを強調して観察可能な点は同じである。位相差ではおおよそ試料の厚みに応じた濃淡が付くのに対し、微分干渉では厚みや屈折率の変化量によって影が付く。従って、位相差では試料全体のコントラストが強まるが、微分干渉では物体の輪郭のみが強調される。
位相差顕微鏡では光源の光が位相差板によって大幅に減光される為、視野は暗い。微分干渉の場合もポラライザおよびアナライザによる減光は避けられないが、位相差ほどには光は失われず、比較的明るい視野を保つ。位相差の像は物体の周囲にハロを伴っており、これがコントラストを上げて暗い視野の中での視認性を上げている。しかし、厚みのある試料では逆にハロが過剰となり、解像度が低下する傾向がある。また、位相差では被写界深度外の試料にも強いコントラストが付く為、目的物以外が含まれる雑多な試料の観察には向かない。
微分干渉特有の制約として、ポリスチレンのような合成樹脂の容器に入っている試料の観察に向かない、という事がある。これは、多くの合成樹脂は差異はあるものの偏光子としての特性を備えており、これが光路に入ると微分干渉で重要な偏光の振動面が撹乱される為である。ゆえに、光路に入るものは非晶質であるガラス製の容器やスライドガラスを使わなければならない。